# Vorhof (Windelsbach)
Vorhof ([ˈfoːɐ̯ˌhoːf] ) ist ein Wohnplatz der Gemeinde Windelsbach im Landkreis Ansbach (Mittelfranken, Bayern). Vorhof liegt in der Gemarkung Nordenberg.

## Geografie
Die ehemalige Einöde ist heute in der Vorhofstraße Nr. 13 und 14 des Gemeindeteils Nordenberg aufgegangen. 100 Meter weiter südlich entspringt der Vogelbach im gleichnamigen Waldgebiet. Im Westen erhebt sich der Schloßberg.

## Geschichte
Vorhof erhielt bei der Vergabe der Hausnummern Anfang des 19. Jahrhunderts die Nummern 16, 17 und 18 des Ortes Nordenberg. In den Ortsverzeichnissen vor 1837 finden sich keine Einträge zum Ort, sowie es nach 1888 keine Einträge für Vorhof gibt.

## Einwohnerentwicklung
| Jahr      | 001836 | 001840 | 001861 | 001871 | 001885 |
| Einwohner | 4      | 4      | 4      | 10     | 15     |
| Häuser    | 2      | 2      |        |        | 3      |
| Quelle    | [ 5 ]  | [ 6 ]  | [ 7 ]  | [ 8 ]  | [ 9 ]  |

## Religion
Die Einwohner evangelisch-lutherischer Konfession sind nach St. Martin (Windelsbach) gepfarrt, die Einwohner römisch-katholischer Konfession nach St. Johannis (Rothenburg ob der Tauber).

## Weblink
- Vorhof in der Ortsdatenbank des bavarikon, abgerufen am 19. August 2021.